# Хоуп, Джон (ботаник)
Джон Хоуп (англ. John Hope; 1725—1786) — шотландский ботаник.

## Биография
Джон Хоуп родился 10 мая 1725 года в семье врача Роберта Хоупа. Учился в Эдинбургском университете у Чарльза Олстона, противника Карла Линнея, затем перешёл в Парижский университет, где посещал лекции Бернара де Жюссьё. В 1750 году Хоуп окончил Университет Глазго со степенью по медицине. Работал врачом в Эдинбурге.
В 1761 году Хоуп основал Эдинбургский ботанический сад, также был назначен профессором ботаники в Эдинбургском университете. В 1786 году он стал королевским профессором. 10 ноября 1786 года Джон скончался. Профессором ботаники после его смерти стал Даниель Резерфорд.
Незадолго до своей смерти Хоуп начал подготавливать книгу по ботанике, одну из ранних работ, в которых поддерживалась биноминальная номенклатура и система классификации Карла Линнея, однако окончить её Джон не успел.

## Роды растений, названные в честь Дж. Хоупа
- Hopea Garden ex L., 1767, nom. rej. [syn.  Symplocos Jacq., 1760]
- Hopea Roxb., 1811, nom. cons.